# Les Seigneurs des animaux
Les Seigneurs des animaux est une collection de 13 films documentaires animaliers de 26 minutes, créée par Frédéric Fougea.

## Synopsis
Chaque film raconte à la manière d'un conte l'histoire sur les relations exceptionnelles entre l'homme et l'animal. Tournés dans le monde entier, ces histoires font découvrir des peuples vivant dans des lieux reculés avec leur animaux.

## Épisodes
| Épisode | Titre                                        | Réalisateur          | Première diffusion | Résumé |
| ------- | -------------------------------------------- | -------------------- | ------------------ | --- |
| 1       | Le père des chameaux                         | Jérôme-Cécil Auffret | 26 décembre 1992   | Dans le désert du Thar en Inde, Punmaran, un chamelier, guide ses 250 chameaux au cœur du désert, servant notamment à transporter hommes et marchandises. |
| 2       | Il danse pour ses cormorans                  | Frédéric Fougea      | 30 octobre 1993    | En Chine, Zongman possède une douzaine de cormorans qui pêchent pour lui, obéissent à sa voix et le suivent partout où il va. Les cormorans rapportent chaque jour plusieurs kilos de poissons. |
| 3       | L'homme et l'éléphant                        | Vijay Singh          | 4 février 1995     | En Inde, Chami, le cornac, partage tout son temps avec Ana son éléphant. |
| 4       | Le joueur de singes                          | Vijay Singh          | 4 mars 1995        | Deva et ses trois singes, Shankar, Gori et Illama se déplacent de village en village, dans l'Inde profonde, et se produisent en spectacle pour divertir les spectateurs locaux. |
| 5       | Les Tsaatan, ceux qui chevauchent les rennes | Jacques Malaterre    | 10 juin 1995       | Dans les Monts Saïan, en Mongolie, vivent des hommes et des femmes qui élèvent des rennes, les Tsaatan. Bat fait partie de la tribu des Tsaatan. Il possède un renne sacré qui protège la famille contre les maladies. |
| 6       | Les llamero et l'enfant au lama blanc        | Philippe Molins      | 24 juin 1995       | Dans la vallée du Condoriri, en Bolivie, Eraclio traverse deux fois par an le grand désert de sel, le Salar d'Uyuni. Avant son prochain départ, le vieux berger Hilaron demande à Eraclio d'emmener son fils Roberto. Eraclio et Roberto partent pour trois mois avec un troupeau de 20 lamas dans un désert périlleux.              |
| 7       | Les cueilleurs de ciel                       | Gauthier Flauder     | 15 septembre 1995  | Dans les forêts qui bordent les rives du lac Maninjao en Indonésie, poussent des millions de cocotiers. Burhan, le maître dans le dressage des singes, adopte Bobo, recueilli par sa femme, Raïna. Burhan compte bien dresser Bobo pour aller cueillir les noix de coco.                                                             |
| 8       | Le seigneur des aigles                       | Frédéric Fougea      | 3 janvier 1996     | A la frontière entre la Chine et le Kazakhstan, vit le peuple Kazakh, dont Alik, dresseur d'aigles. |
| 9       | Les sculpteurs de montagnes                  | Yann Layma           | 17 janvier 1996    | Dans la province du Yunnan en Chine, deux tribus, les Yi et les Hani, deviennent des alliés et inventent la culture du riz en terrasse. Le buffle est indispensable pour labourer la terre et cultiver le riz, dont une partie de la récolte sert de monnaie d'échange et l'autre partie nourrit la population.                      |
| 10      | Le cochon de Gaston                          | Frédéric Fougea      | 2 juin 1996        | Au cœur de la France, Gaston élève des cochons truffiers depuis l'âge de 12 ans, retransmis par sa grand-mère. Avec son cochon Kiki, ils passent une grande partie de leur temps à chercher des truffes noires. |
| 11      | Le pélican de Ramzan le Rouge                | Jérôme-Cécil Auffret | 9 juin 1996        | Sur les bords du lac Manchar, un peuple pêcheur se passionne depuis plus de 5 000 ans pour les oiseaux, pour leur grâce et leur beauté. Ramzan vient de capturer un pélican, ce qui va immédiatement réveillé les vieilles jalousies avec son rivale Mohammad, qui s'est juré qu'il aurait lui aussi son pélican.                    |
| 12      | La légende de l'homme loutre                 | Jacques Malaterre    | 16 juin 1996       | Dans le delta du Mékong au Viêt Nam, la famille de Bao a toujours eu des loutres. Avec l'arrivée de la guerre, les loutres ont disparu et la tradition avec elle. Bao est devenu alors agriculteur. Jusqu'au jour ou le vieil homme a recueilli une jeune loutre prise dans un piège. Il la surnomme Loutra et ils pêchent ensemble. |
| 13      | Le prince des sloughis                       | Jérôme-Cécil Auffret | 23 juin 1996       | Dans la province de Safi au Maroc, Hossein a adopté Jnah, un sloughi qui est sa seule arme. Depuis un an, le caïd cherche un mâle digne de sa princesse : Zia, la sloughia, qui est désormais en âge de porter des petits. Il va donc organiser une grande chasse afin de choisir le meilleur sloughi.                               |

## Fiche technique
- Auteur : Frédéric Fougea, Thierry Aguila
- Réalisateurs : Jérôme-Cécil Auffret, Frédéric Fougea, Vijay Singh, Jacques Malaterre, Philippe Molins, Gauthier Flauder, Yann Layma
- Musique : Laurent Ferlet
- Narrateurs : Nathalie Auffret, Michel Elias, Patrick Floersheim, Howard Vernon, Jean-Claude Dreyfus, Jean-Pierre Belissent
- Durée : 13 x 26 minutes
- Sociétés de production : Boréales
- Première diffusion : 26 décembre 1992 sur Canal+

## Succès et récompenses
La série a connu un succès triomphal dans le monde entier. Elle est diffusée dans plus de 90 pays, et a remporté de nombreuses récompenses dont un Emmy Award en 1996.
En France, la série fut diffusée sur Canal+, La Cinquième, Arte et Planète.